# ميخائيل غلاسر
ميخائيل غلاسر (بالإنجليزية: Michael Glaser)‏ هو شاعر أمريكي، ولد في 1943.